# قاعدة الفراغ والتجاوز
قاعدة الفراغ و هي إحدى القواعد الفقهية حيث يحكم بصحة العمل المركب الذي شك في صحته بعد الفراغ منه كالشك في صحة الصلاة حيث يحتمل الخلل فيحكم بصحة الصلاة ولا يهتم بالشك الذي قد حدث ما بعد الصلاة.
قاعدة التجاوز و هي إحدى القواعد الفقهية حيث يحكم بصحة تحقق الجزء الذي شك فيه المكلف عندما تجاوزعن محله، وقال الخوئي: ملاك قاعدة التجاوز هو الشكّ في وجود الشيء بعد التجاوز عن محلّه. كالمكلف في سجدة الصلاة حيث يشك بإتيان الركوع، فباستناد تلك القاعدة لا يرتب أي أثر لشكه.
فالفارق بين القاعدتين هو أن مجرى قاعدة التجاوز هو الشك في أصل وجود الجزء في العمل المركب ومجرى قاعدة الفراغ هو الشك في صحة العمل بعد الفراغ من مجموع ذلك العمل.

## طالع ايضاً
- القواعد الفقهية
- الفقه

## وصلات خارجية
- قاعدة الفراغ والتجاوز
- قاعدة الفراغ والتجاوز